# Picchiarello (serie animata)
Picchiarello (The New Woody Woodpecker Show) è una serie animata statunitense prodotta da Universal Cartoon Studios e basata sul personaggio di Picchiarello. Composta da un totale di 53 episodi dipartiti in 3 stagioni, la serie è stata trasmessa negli Stati Uniti d'America dall'8 maggio 1999 al 27 luglio 2002 su Fox Kids e Fox Family Channel per le prime due stagioni mentre su ABC Family e Toon Disney per la terza. Tuttavia, la serie fu andata in onda nel Regno Unito su CBBC. In Italia il doppiaggio per la trasmissione su Italia 1 dal 2000 è stato eseguito dallo Studio P.V. di Milano, e la sigla, scritta da Alessandra Valeri Manera e composta da Max Longhi e Giorgio Vanni, è cantata da Cristina D'Avena.

## Personaggi

### Personaggi di Picchiarello
- Picchiarello: è un picchio dispettoso e invadente, ma di natura buona. In questa reincarnazione, il picchio è molto più intelligente, corretto ed equilibrato della sua sadica e violenta controparte originale, abita in una casa su un albero, è vicino di casa del tricheco Wally e la sua padrona di casa è la bisbetica signorina Meany. Suo padre è scozzese ed egli è fiero delle sue origini.
- Winnie: in questa reincarnazione, Winnie non è la fidanzata di Picchiarello, ma la sua migliore amica. Riguardo alla sua controparte classica, Winnie è più dignitosa di Picchiarello, ma sa anche essere dotata di un carattere molto forte, determinato, femminista e altezzoso, nonostante il suo comportamento con lui, sa anche essere un'ottima amica nei suoi confronti.
- Knothead: è il nipote di Picchiarello, un cucciolo di picchio che passa le intere giornate a giocare con la sorellina gemella, Splinter.
- Splinter: è la nipote di Picchiarello, un cucciolo di picchio femmina, che gioca spesso con il fratellino gemello, Knothead.
- Wally Walrus: è il vicino di casa di Picchiarello, è un tricheco antropomorfo ingenuo. Non sopporta Picchiarello, per tutti gli scherzi che gli fa, e ha un forte accento svedese.
- Buzz Buzzard: è il rivale di Picchiarello, un avvoltoio egocentrico, subdolo e sadico, ma anche sciocco. Cerca sempre di mettere i bastoni tra le ruote al picchio, ma viene sempre sconfitto da lui.
- Signorina Meany: è una vecchia e brutta signora molto isterica, che rimprovera sempre tutti, in particolare Picchiarello e Wally.
- Dapper Denver Dooley
- Gabby Gator

### Personaggi di Chilly Willy
- Chilly Willy: Un pinguino senza voce che vive in Antartide, le sue disavventure derivano dai suoi continui sforzi per riempire il suo stomaco vuoto e/o trovare sollievo dal freddo. Nonostante il suo comportamento innocente è piuttosto un piantagrane.
- Smeadley: Un segugio che è spesso in disaccordo con Chilly, sebbene di solito è ritratto più come una figura autoritaria che come un antagonista. È molto accomodante e generalmente non interrompe il suo comportamento calmo, ma Chilly spinge sempre la pazienza al punto di rottura.
- Maxie, l'orso polare: Un orso polare intelligente che è uno degli amici di Chilly.
- Sergente Hogwash: Un ufficiale militare suino che opera in una base governativa nell'Antartide ed è tormentato dalla malizia di Chilly

## Doppiaggio
| Personaggio     | Doppiatore originale | Doppiatore italiano |
| --------------- | -------------------- | ------------------- |
| Picchiarello    | Billy West           | Elisabetta Cesone   |
| Wally Walrus    | Billy West           | Marco Balbi         |
| Winnie          | B.J. Ward            | Daniela Fava        |
| Knothead        | E.G. Daily           | Irene Scalzo        |
| Splinter        | Nika Futterman       | Tosawi Piovani      |
| Signorina Meany | Andrea Martin        | Monica Pariante     |
| Buzz Buzzard    | Mark Hamill          | Oliviero Corbetta   |

## Episodi

### Stagione 1
| nº | Titolo originale                  | Titolo italiano                               | Prima TV USA     | Prima TV Italia   |
| -- | --------------------------------- | --------------------------------------------- | ---------------- | ----------------- |
| 1  | Wiener Wars                       | Picchiarello e la guerra degli hot dog        | 8 maggio 1999    | 3 settembre 2000  |
| 1  | Electric Chilly                   | Chilly e le televendite glaciali              | 8 maggio 1999    | 3 settembre 2000  |
| 1  | Woody & The Termite               | Picchiarello e la super termite               | 8 maggio 1999    | 3 settembre 2000  |
| 2  | Fake Vacation                     | Una vacanza movimentata per Picchiarello      | 15 maggio 1999   | 4 settembre 2000  |
| 2  | Medical Winnie Pig                | Winnie la nuova infermiera                    | 15 maggio 1999   | 4 settembre 2000  |
| 2  | Cable Ace                         | La passione sportiva di Picchiarello          | 15 maggio 1999   | 4 settembre 2000  |
| 3  | Temper, Temper                    | Picchiarello e gli allenamenti domestici      | 22 maggio 1999   | 5 settembre 2000  |
| 3  | A Classic Chilly Cartoon          | Chilly e la ninna nanna del Polo Nord         | 22 maggio 1999   | 5 settembre 2000  |
| 3  | Crash Course                      | Winnie a spasso per il cielo                  | 22 maggio 1999   | 5 settembre 2000  |
| 4  | Woody's Ship of Ghouls            | Picchiarello e il vascello fantasma           | 29 maggio 1999   | 6 settembre 2000  |
| 4  | Bad Hair Day                      | Buzz e Winnie parrucchieri                    | 29 maggio 1999   | 6 settembre 2000  |
| 4  | Downsized Woody                   | È difficile essere un Picchiarello            | 29 maggio 1999   | 6 settembre 2000  |
| 5  | Ya Gonna Eat That?                | Una fame da Picchiarello                      | 5 giugno 1999    | 7 settembre 2000  |
| 5  | Chilly & Hungry                   | Chilly e il grande freddo                     | 5 giugno 1999    | 7 settembre 2000  |
| 5  | Brother Cockroach                 | Il successo secondo Picchiarello              | 5 giugno 1999    | 7 settembre 2000  |
| 6  | Father's Day                      | Un trofeo per Picchiarello                    | 12 giugno 1999   | 10 settembre 2000 |
| 6  | Camp Buzzard                      | Buzz al campo estivo                          | 12 giugno 1999   | 10 settembre 2000 |
| 6  | He Wouldn't Woody                 | Picchiarello non ti riconosco più             | 12 giugno 1999   | 10 settembre 2000 |
| 7  | Wally's Royal Riot                | Picchiarello va al ristorante                 | 19 giugno 1999   | 11 settembre 2000 |
| 7  | Mexican Chilly                    | La crociera di Chilly                         | 19 giugno 1999   | 11 settembre 2000 |
| 7  | Sleepwalking Woody                | Picchiarello sonnambulo                       | 19 giugno 1999   | 11 settembre 2000 |
| 8  | Pinheads                          | La vittoria di Picchiarello                   | 26 giugno 1999   | 12 settembre 2000 |
| 8  | The Chilly Show                   | Chilly e la natura selvaggia                  | 26 giugno 1999   | 12 settembre 2000 |
| 8  | Silent Treatment                  | Picchiarello contro Wally                     | 26 giugno 1999   | 12 settembre 2000 |
| 9  | Over the Top                      | Picchiarello e la grande sfida                | 3 luglio 1999    | 13 settembre 2000 |
| 9  | Chilly & the Fur-Bearing Trout    | Chilly Willy, il pinguino con la pelliccia    | 3 luglio 1999    | 13 settembre 2000 |
| 9  | Painfaker                         | Picchiarello e il finto incidente             | 3 luglio 1999    | 13 settembre 2000 |
| 10 | Baby Buzzard                      | Picchiarello baby sitter                      | 10 luglio 1999   | 14 settembre 2000 |
| 10 | Bait & Hook                       | Chilly Willy e la scelta dell'esca            | 10 luglio 1999   | 14 settembre 2000 |
| 10 | Bad Weather                       | Il meteo laboratorio di Wally Walrus          | 10 luglio 1999   | 14 settembre 2000 |
| 11 | Tee Time                          | Picchiarello e la Gara di Golf                | 17 luglio 1999   | 17 settembre 2000 |
| 11 | S & K Files                       | Picchiarello e gli alieni                     | 17 luglio 1999   | 17 settembre 2000 |
| 11 | Goldiggers                        | Picchiarello cercatore d'oro                  | 17 luglio 1999   | 17 settembre 2000 |
| 12 | Mirage Barrage                    | Picchiarello e il genio della lampada         | 24 luglio 1999   | 18 settembre 2000 |
| 12 | Queen of De-Nile                  | Winnie e il giullare del faraone              | 24 luglio 1999   | 18 settembre 2000 |
| 12 | Party Animal                      | Picchiarello e la cornamusa                   | 24 luglio 1999   | 18 settembre 2000 |
| 13 | K-9, Woody-O                      | Picchiarello e il piccolo Fufi                | 24 luglio 1999   | 19 settembre 2000 |
| 13 | Ready for My Close-Up, Mr. Walrus | Winnie stella del cinema                      | 24 luglio 1999   | 19 settembre 2000 |
| 13 | Gopher-It                         | Picchiarello e la partita di Golf             | 24 luglio 1999   | 19 settembre 2000 |
| 14 | Spy-Guy                           | Picchiarello in missione speciale             | 7 agosto 1999    | 20 settembre 2000 |
| 14 | Ye Olde Knothead and Splinter     | Knothead e Splinter eroi medievali            | 7 agosto 1999    | 20 settembre 2000 |
| 14 | Life in the Pass Lane             | Picchiarello campione di automobilismo        | 7 agosto 1999    | 20 settembre 2000 |
| 15 | Signed, Sealed, Delivered         | Picchiarello contro il regolamento            | 14 agosto 1999   | 21 settembre 2000 |
| 15 | Out to Launch                     | Winnie astronauta                             | 14 agosto 1999   | 21 settembre 2000 |
| 15 | Spa-Spa Blacksheep                | Picchiarello e l'hotel di lusso               | 14 agosto 1999   | 21 settembre 2000 |
| 16 | Pecking Order                     | Picchiarello e la disciplina militare         | 21 agosto 1999   | 24 settembre 2000 |
| 16 | Chilly on Ice                     | Chilly campione sportivo                      | 21 agosto 1999   | 24 settembre 2000 |
| 16 | Just Say Uncle                    | Picchiarello e la disfida degli zii           | 21 agosto 1999   | 24 settembre 2000 |
| 17 | The Contender                     | Picchiarello contro lo sbriciolatore          | 28 agosto 1999   | 25 settembre 2000 |
| 17 | Snow Way Out                      | Knothead e Sprinter a scuola di sci           | 28 agosto 1999   | 25 settembre 2000 |
| 17 | Hospital Hi-Jinx                  | Picchiarello malato immaginario               | 28 agosto 1999   | 25 settembre 2000 |
| 18 | Dr. Buzzard's Time Chamber        | Picchiarello e il viaggio nel tempo           | 4 settembre 1999 | 26 settembre 2000 |
| 18 | Winnie P.I.                       | Winnie Indaga                                 | 4 settembre 1999 | 26 settembre 2000 |
| 18 | Foiled in Oil                     | Picchiarello aspirante petroliere             | 4 settembre 1999 | 26 settembre 2000 |
| 19 | Aunt Pecky                        | La zia di Picchiarello                        | 30 ottobre 1999  | 27 settembre 2000 |
| 19 | Terror Tots                       | Knothead e Sprinter cacciatori di fantasmi    | 30 ottobre 1999  | 27 settembre 2000 |
| 19 | Carney Con                        | Picchiarello asso del tiro a segno            | 30 ottobre 1999  | 27 settembre 2000 |
| 20 | Bavariannoying                    | La vacanza movimentata di Picchiarello        | 6 novembre 1999  | 28 settembre 2000 |
| 20 | Kitchen Magician                  | Winnie maga della cucina                      | 6 novembre 1999  | 28 settembre 2000 |
| 20 | Cheap Seats Woody                 | Picchiarello allo stadio                      | 6 novembre 1999  | 28 settembre 2000 |
| 21 | Meany Side of the Street          | Picchiarello e le comodità della vita moderna | 13 novembre 1999 | 1⁰ ottobre 2000   |
| 21 | Chilly to Go                      | Lasciami in pace Chilly                       | 13 novembre 1999 | 1⁰ ottobre 2000   |
| 21 | Ant Rant                          | Picchiarello e la carica delle formiche       | 13 novembre 1999 | 1⁰ ottobre 2000   |
| 22 | Woody Watcher                     | Picchiarello e il premio fotografico          | 20 novembre 1999 | 2 ottobre 2000    |
| 22 | Chilly Dog                        | Chilly Willy e l'istruttore di cani           | 20 novembre 1999 | 2 ottobre 2000    |
| 22 | Beach Nuts                        | Picchiarello campione di Surf                 | 20 novembre 1999 | 2 ottobre 2000    |
| 23 | A Very Woody Christmas            | Picchiarello e il furto dei doni di Natale    | 25 dicembre 1999 | 3 ottobre 2000    |
| 23 | It's a Chilly Christmas After All | Porta Chilly con te Babbo Natale              | 25 dicembre 1999 | 3 ottobre 2000    |
| 23 | Yule Get Yours                    | Buon Natale Picchiarello                      | 25 dicembre 1999 | 3 ottobre 2000    |

### Stagione 2
| nº | Titolo originale             | Titolo italiano                                   | Prima TV USA      | Prima TV Italia |
| -- | ---------------------------- | ------------------------------------------------- | ----------------- | --------------- |
| 1  | Automatic Woody              | Picchiarello alla conquista delle merendine       | 2 settembre 2000  | 2001            |
| 1  | Zoom-a to Montezooma         | Chilly Willy e il cacciatore cacciato             | 2 settembre 2000  | 2001            |
| 1  | Chicken Woody                | Vita da polli per Picchiarello                    | 2 settembre 2000  | 2001            |
| 2  | Bonus Round Woody            | Il primo premio di Picchiarello                   | 9 settembre 2000  | 2001            |
| 2  | Winnie at the Ball           | Winnie e le buone maniere                         | 9 settembre 2000  | 2001            |
| 2  | Date with Destiny            | Picchiarello e il giorno di San Valentino         | 9 settembre 2000  | 2001            |
| 3  | Woody's Roommate             | Picchiarello e l'inquilino scomodo                | 16 settembre 2000 | 2001            |
| 3  | Winnie's New Car             | Winnie e la macchina nuova                        | 16 settembre 2000 | 2001            |
| 3  | Whistle Stop Woody           | Picchiarello viaggia in treno                     | 16 settembre 2000 | 2001            |
| 4  | Stuck on You                 | Picchiarello e la noce ostinata                   | 23 settembre 2000 | 2001            |
| 4  | Freeze Dried Chilly          | Chilly e il pesce surgelato                       | 23 settembre 2000 | 2001            |
| 4  | That Healing Feeling         | Picchiarello guaritore                            | 23 settembre 2000 | 2001            |
| 5  | Lap It Up                    | Picchiarello pilota                               | 30 settembre 2000 | 2001            |
| 5  | Swiss Family Buzzard         | Splinter e Knothead sull'isola deserta            | 30 settembre 2000 | 2001            |
| 5  | Getting Comfortable          | Picchiarello e la piuma cocciuta                  | 30 settembre 2000 | 2001            |
| 6  | Sync or Swim                 | Picchiarello e la giornata torrida                | 7 ottobre 2000    | 2001            |
| 6  | Armed Chilly                 | Salvate il soldato Chilly                         | 7 ottobre 2000    | 2001            |
| 6  | Difficult Delivery           | Picchiarello e la pizza gratis                    | 7 ottobre 2000    | 2001            |
| 7  | Cabin Fever                  | Picchiarello e Wally sotto lo stesso tetto        | 14 ottobre 2000   | 2001            |
| 7  | Everybody's a Critic         | Winnie Ristoratrice                               | 14 ottobre 2000   | 2001            |
| 7  | Hide and Seek                | Picchiarello testimone scomodo                    | 14 ottobre 2000   | 2001            |
| 8  | The Ice Rage                 | Picchiarello ha caldo                             | 21 ottobre 2000   | 2001            |
| 8  | Endangered Chilly            | Chilly e le specie a rischio                      | 21 ottobre 2000   | 2001            |
| 8  | Attila the Hen               | Picchiarello contro Attila                        | 21 ottobre 2000   | 2001            |
| 9  | Frankenwoody                 | Picchiarello rubacuori                            | 28 ottobre 2000   | 2001            |
| 9  | The Meany Witch Project      | Knothead e Splinter a caccia di streghe           | 28 ottobre 2000   | 2001            |
| 9  | Fright Movie Woody           | Picchiarello va al cinema                         | 28 ottobre 2000   | 2001            |
| 10 | This Seat's Taken            | Picchiarello e l'oscar della polpetta             | 4 novembre 2000   | 2001            |
| 10 | Cajun Chilly                 | Chilly Willy dalla padella alla TV                | 4 novembre 2000   | 2001            |
| 10 | Out of Line                  | Picchiarello primo della coda                     | 4 novembre 2000   | 2001            |
| 11 | Inn Trouble                  | Picchiarello in vacanza sul fiordo                | 11 novembre 2000  | 2001            |
| 11 | Wishful Thinking             | Il compleanno di Knothead e Splinter              | 11 novembre 2000  | 2001            |
| 11 | Trail Ride Woody             | Picchiarello nel far west                         | 11 novembre 2000  | 2001            |
| 12 | Super Woody                  | Super Picchiarello                                | 18 novembre 2000  | 2001            |
| 12 | Skating By                   | Più svelta Winnie                                 | 18 novembre 2000  | 2001            |
| 12 | Be a Sport                   | Picchiarello allenatore                           | 18 novembre 2000  | 2001            |
| 13 | Like Father, Unlike Son      | Picchiarello e Wally padre e figlio per un giorno | 25 novembre 2000  | 2001            |
| 13 | A Chilly Spy                 | Chilly asso del controspionaggio                  | 25 novembre 2000  | 2001            |
| 13 | Country Fair Clam-ity        | Picchiarello e l'ostrica da corsa                 | 25 novembre 2000  | 2001            |
| 14 | Eenie, Meany, Out You Go!    | Picchiarello sfrattato                            | 2 dicembre 2000   | 2001            |
| 14 | Stage Fright                 | Knothead e Splinter attori                        | 2 dicembre 2000   | 2001            |
| 14 | Gone Fishin                  | Picchiarello e la cattura impossibile             | 2 dicembre 2000   | 2001            |
| 15 | Teacher's Pet                | Picchiarello torna a scuola                       | 9 dicembre 2000   | 2001            |
| 15 | Dirty Derby                  | Splinter e Knothead e il gran premio              | 9 dicembre 2000   | 2001            |
| 15 | Hooray for Holly-Woody       | Picchiarello alla conquista di Hollywood          | 9 dicembre 2000   | 2001            |
| 16 | Cyrano de Woodypecker        | Cirano de Picchiarell                             | 16 dicembre 2000  | 2001            |
| 16 | Chilly Lilly                 | Chilly e l'anima gemella                          | 16 dicembre 2000  | 2001            |
| 16 | Meany's Date Bait            | Picchiarello e la festa degli ex                  | 16 dicembre 2000  | 2001            |
| 17 | The Twelve Lies of Christmas | Picchiarello salva il Natale                      | 23 dicembre 2000  | 2001            |

### Stagione 3
1. Picchiarello e le fiordimpiadi / Un po' di calore per Chilly Willy / Picchiarello e la truffa del biliardo
2. Picchiarello e la terapia di coppia / Chilly Willy non molla / Picchiarello e la notte in bianco
3. Picchiarello maestro di karate / Chilly Willy e il guastafeste / Picchiarello e il cambio sfavorevole
4. Picchiarello sei unico / Chilly Willy e il parco dei divertimenti / Picchiarello hippy
5. Picchiarello e l'invasione dei robot / Chilly Willy e la nuova caldaia / Picchiarello e le star del baseball
6. Picchiarello e il pneumatico della discordia / Chilly Willy e il barbecue sul ghiaccio / Picchiarello e le pulizie di primavera
7. Picchiarello e la cassa magica / Chilly sui pattini / Picchiarello e la vecchia fattoria
8. Il volo movimentato di Picchiarello / Chilly Willy e il sergente raffreddato / Picchiarello stella del motocross
9. Picchiarello e il picchio preistorico / Chilly Willy e la top model / Picchiarello al luna-park
10. Picchiarello e la bambina terribile / Cilly Willy e le ultra banane / Picchiarello, Winnie e la crociera premio
11. Picchiarello pennuto raro / Chilly Willy e la Vacanza a Tahiti / Picchiarello e la gara di sopravvivenza
12. Picchiarello vigile del fuoco / Cilly Willy a caccia di frittelle / Picchiarello allenatore di skateboard
13. Picchiarello ha un rivale a Minigolf / Chilly Willy e la sfida tra i ghiacci / Picchiarello in "Brividi al Castello"